# کلین (جمهوری چک)
کُلین (به چکی: Kolín) شهری در منطقه بوهمیای مرکزی کشور جمهوری چک است که جمعیت آن در سال ۲۰۰۷ میلادی ۳۰٫۱۵۸ نفر بوده‌است.